# Кубок Первого канала 2022
Кубок Первого канала 2022 — ежегодный международный турнир по хоккею с шайбой. Впервые не вошёл в Еврохоккейтур. Состоялся с 15 по 18 декабря 2022 года в Москве. В играх приняли участие три команды: России, Белоруссии и Казахстана. Победитель турнира — сборная Белоруссии.

## Матчи турнира
| 15 декабря 2022 19:30 МСК | Беларусь | 4 : 1 (1:1, 2:0, 1:0) | Казахстан | ЦСКА Арена, Москва Зрителей: 2 018 |

| Отчёт | Отчёт                         | Отчёт                                        | Отчёт                                     | Отчёт                                                                                     |
| --- | ----------------------------- | -------------------------------------------- | ----------------------------------------- | ----------------------------------------------------------------------------------------- |
| |                               |                                              |                                           |                                                                                           |
| | Алексей Колосов — 00:00-60:00 | Вратари                                      | 00:00-57:35. 58:38-60:00 — Никита Бояркин | Судьи: Александр Соин Александр Самарин Линейные судьи Илья Колясников Владимир Генералов |
| | Голы:                         |                                              |                                           | Судьи: Александр Соин Александр Самарин Линейные судьи Илья Колясников Владимир Генералов |
| Владимир Алистров (С. Сапего) — (бол) 03:29 Роман Горбунов (Е. Чезганов, Ш. Принс) — 20:47 Владимир Алистров (В. Ерёменко, В. Кодола) — 33:28 Владимир Алистров (Р. Горбунов) — 58:23 | 1:0 1:1 2:1 3:1 4:1           | 14:20 (мен) — Роман Старченко (А. Борисевич) |                                           | Судьи: Александр Соин Александр Самарин Линейные судьи Илья Колясников Владимир Генералов |
| |                               |                                              |                                           | Судьи: Александр Соин Александр Самарин Линейные судьи Илья Колясников Владимир Генералов |
| |                               |                                              |                                           | Судьи: Александр Соин Александр Самарин Линейные судьи Илья Колясников Владимир Генералов |
| |                               |                                              |                                           | Судьи: Александр Соин Александр Самарин Линейные судьи Илья Колясников Владимир Генералов |
| 12 (2+4+6) мин | Штраф                         | 6 (6+0+0) мин                                |                                           | Судьи: Александр Соин Александр Самарин Линейные судьи Илья Колясников Владимир Генералов |
| |                               |                                              |                                           |                                                                                           |
| | 22 (11+5+6)                   | Броски                                       | 24 (6+9+9)                                |                                                                                           |

| 17 декабря 2022 14:45 МСК | Россия | 6 : 2 (2:1, 3:0, 1:1) | Казахстан | ЦСКА Арена, Москва Зрителей: 8 987 |

| Отчёт | Отчёт                           | Отчёт | Отчёт                        | Отчёт                                                                           |
| --- | ------------------------------- | --- | ---------------------------- | ------------------------------------------------------------------------------- |
| |                                 | |                              |                                                                                 |
| | Максим Дорожко — 00:00-60:00    | Вратари                                                                                                   | 00:00-60:00 — Никита Бояркин | Судьи: Юрий Оскирко Вячеслав Шувалов Линейные судьи: Ярослав Париков Егор Седов |
| | Голы:                           | |                              | Судьи: Юрий Оскирко Вячеслав Шувалов Линейные судьи: Ярослав Париков Егор Седов |
| Константин Окулов (Н. Нестеров) — (бол) 11:33 Максим Джиошвили (И. Сафонов, А. Никишин) — 14:45 Александр Кадейкин (А. Елесин) – 27:44 Дмитрий Воронков (Н. Нестеров, И. Сафонов) — 32:34 Кирилл Семёнов (П. Карнаухов) — 36:41 Дмитрий Воронков (М. Джиошвили) — 51:48 | 0:1 1:1 2:1 3:1 4:1 5:1 5:2 6:2 | 02:10 (бол) — Кирилл Савицкий (Н. Михайлис, Е. Петухов) 42:16 — Роман Старченко (Н. Михайлис, К. Полохов) |                              | Судьи: Юрий Оскирко Вячеслав Шувалов Линейные судьи: Ярослав Париков Егор Седов |
| |                                 | |                              | Судьи: Юрий Оскирко Вячеслав Шувалов Линейные судьи: Ярослав Париков Егор Седов |
| |                                 | |                              | Судьи: Юрий Оскирко Вячеслав Шувалов Линейные судьи: Ярослав Париков Егор Седов |
| |                                 | |                              | Судьи: Юрий Оскирко Вячеслав Шувалов Линейные судьи: Ярослав Париков Егор Седов |
| 6 (2+2+2) мин | Штраф                           | 2 (2+0+0) мин                                                                                             |                              | Судьи: Юрий Оскирко Вячеслав Шувалов Линейные судьи: Ярослав Париков Егор Седов |
| |                                 | |                              |                                                                                 |
| | 31 (11+17+3)                    | Броски | 23 (9+9+5)                   |                                                                                 |

| 18 декабря 2022 14:30 МСК | Россия | 4 : 5 Б (1:1, 1:2, 2:1, 0:0) | Беларусь | ЦСКА Арена, Москва Зрителей: 11 092 |

| Отчёт | Отчёт                                                        | Отчёт | Отчёт                         | Отчёт                                                                                     |
| --- | ------------------------------------------------------------ | --- | ----------------------------- | ----------------------------------------------------------------------------------------- |
| |                                                              | |                               |                                                                                           |
| | Никита Серебряков — 00:00-64:59 Максим Дорожко — 64:59-65:00 | Вратари | 00:00-65:00 — Алексей Колосов | Судьи: Александр Сергеев Глеб Лазарев Линейные судьи: Роман Славиковский Максим Строганов |
| | Голы:                                                        | |                               | Судьи: Александр Сергеев Глеб Лазарев Линейные судьи: Роман Славиковский Максим Строганов |
| Максим Мамин (К. Окулов, А. Кадейкин) — (бол) 13:26 Илья Сафонов (М. Джиошвили, Д. Воронков) — 31:23 Александр Кадейкин (Д. Рашевский, Е. Савиков) — 47:13 Александр Кадейкин (М. Мамин, К. Окулов) — 56:23 | 0:1 1:1 2:1 2:2 2:3 3:3 3:4 4:4 4:5                          | 09:01 — Максим Сушко (В. Кодола) 32:36 (мен) — Шейн Принс (В. Ерёменко) 38:23 (мен) — Роман Горбунов (Е. Чезганов, С. Сапего) 51:24 (бол) — Владислав Кодола 65:00 (пб) — Шейн Принс |                               | Судьи: Александр Сергеев Глеб Лазарев Линейные судьи: Роман Славиковский Максим Строганов |
| |                                                              | |                               | Судьи: Александр Сергеев Глеб Лазарев Линейные судьи: Роман Славиковский Максим Строганов |
| |                                                              | |                               | Судьи: Александр Сергеев Глеб Лазарев Линейные судьи: Роман Славиковский Максим Строганов |
| |                                                              | |                               | Судьи: Александр Сергеев Глеб Лазарев Линейные судьи: Роман Славиковский Максим Строганов |
| 4 (0+4+0+0) мин | Штраф                                                        | 10 (2+2+4+2) мин |                               | Судьи: Александр Сергеев Глеб Лазарев Линейные судьи: Роман Славиковский Максим Строганов |
| |                                                              | |                               |                                                                                           |
| | 44 (13+13+16+2)                                              | Броски | 18 (7+6+3+2)                  |                                                                                           |

## Турнирная таблица
| М | Сборная    | И | В | ВО | ВБ | П | Ш      | О |
| - | ---------- | - | - | -- | -- | - | ------ | - |
| 1 | Белоруссия | 2 | 1 | 0  | 1  | 0 | 9 — 5  | 4 |
| 2 | Россия     | 2 | 1 | 0  | 0  | 0 | 10 — 7 | 3 |
| 3 | Казахстан  | 2 | 0 | 0  | 0  | 2 | 3 — 10 | 0 |

## Лучшие игроки турнира
| Вратарь    | Алексей Колосов    |
| Защитник   | Сергей Сапего      |
| Нападающий | Илья Сафонов       |
| Бомбардир  | Александр Кадейкин |

## Победитель
| Победитель Кубка Первого канала 2022 |
| Беларусь Первый титул                |

## Интересные факты
- Сборная Белоруссии впервые за 11 лет победила сборную России.